# Jabulani Linje
Jabulani Linje (7 de novembre de 1994) és un futbolista de Malawi.

## Selecció de Malawi
Va debutar amb la selecció de Malawi el 2017. Va disputar 7 partits amb la selecció de Malawi.

## Estadístiques
| Selecció de Malawi | Selecció de Malawi | Selecció de Malawi |
| Anys               | Partits            | Gols               |
| ------------------ | ------------------ | ------------------ |
| 2017               | 4                  | 0                  |
| 2018               | 3                  | 0                  |
| Total              | 7                  | 0                  |